# Succinodon
Succinodon là danh pháp khoa học do nhà cổ sinh vật học Friedrich von Huene đặt cho một hóa thạch mà ông nghĩ thuộc về họ Titanosauridae. Tuy nhiên, năm 1981, cuộc nghiên cứu của Krystyna Pożaryska và Halina Pugaczewska mẫu gỗ hóa thạch với lỗ đào của một động vật thân mềm họ Teredinidae, có vẻ như là chi Kuphus.